# L'erotomane
L'erotomane è un film italiano del 1974 diretto da Marco Vicario.

## Trama
L'avvocato Persichetti è un dirigente di una importante società petrolifera. L'uomo è affetto da una nevrosi che gli impedisce di avere rapporti sessuali soddisfacenti tanto con la moglie Ciccia quanto con la giovane e disinibita amante Claretta. Per tentare di guarire, si affiderà alle cure di uno strano psichiatra, ma senza ottenere grossi risultati.

## Produzione
Il film è stato girato a Roma. La villa di Persichetti (Moschin) e della moglie (Agren) è in viale dell'Oceano Atlantico a Roma.

## Distribuzione
Censura italiana visto #65383 del 22 ottobre 1974.